# Liste der Nummer-eins-Hits in Portugal (2015)
Diese Liste basiert auf den offiziellen Albumcharts (Top 30 Artistas) der Associação Fonográfica Portuguesa (AFP), der portugiesischen Landesgruppe der IFPI.

## Alben
| ← 2014 ← | Liste der Nummer-eins-Hits in Portugal | Liste der Nummer-eins-Hits in Portugal | Liste der Nummer-eins-Hits in Portugal                       | 2016 → |
| \| Zeitraum \| Wo. ges. \| Interpret \| Titel \| Zusätzliche Informationen \| \| (Zeitraum, Wochen auf Platz eins, Interpret, Titel, zusätzliche Informationen) \| \| \| \| \| \| ------------------------------------------------------------------------------ \| -------- \| -------------- \| ------------------------------------------------------------ \| ----------------------------------------------------------------------------------------------------------------------------------------------------------------------------------------------------------------------- \| \| 51. Woche 2014 – 5. Woche 2015 7 Wochen \| 7 \| Tony Carreira \| Tony Carreira – Sempre \| – \| \| 6.–7. Woche 2 Wochen \| 2 \| Diana Krall \| Wallflower \| – \| \| 8. Woche 1 Woche \| 1 \| (Soundtrack) \| Violetta En Concierto \| – \| \| 9. Woche 1 Woche (insgesamt 19) \| 19 \| D.A.M.A. \| Uma Questão De Princípio \| – \| \| 10. Woche 1 Woche \| 1 \| Moonspell \| Extinct \| – \| \| 11. Woche 1 Woche \| 1 \| Madonna \| Rebel Heart \| – \| \| 12. Woche 1 Woche \| 1 \| Os Azeitonas \| Serviço Ocasional - Os Azeitonas Ao Vivo No Coliseu Do Porto \| Nach zwei Top-3-Alben schafft es die Band aus Porto mit dem dritten Album in knapp vier Jahren bis ganz nach vorne auf Platz 1. \| \| 13. Woche 1 Woche \| 1 \| Diogo Piçarra \| Espelho \| Bereits 2012 hatte Piçarra die fünfte Staffel von Ídolos, der portugiesischen Ausgabe von Pop Idol, gewonnen. Sein Debütalbum erschien unmittelbar vor Start der sechsten Staffel, die drei Jahre auf sich warten ließ. \| \| 14.–19. Woche 6 Wochen (insgesamt 19) \| 19 \| D.A.M.A. \| Uma Questão De Princípio \| – \| \| 19. Woche 1 Woche \| 1 \| Camané \| Infinito Presente \| – \| \| 20.–21. Woche 2 Wochen \| 2 \| Roberto Carlos \| Roberto Carlos em Las Vegas \| – \| \| 22. Woche 1 Woche (insgesamt 19) \| 19 \| D.A.M.A. \| Uma Questão De Princípio \| – \| \| 23. Woche 1 Woche \| 1 \| (Soundtrack) \| Violetta – En Gira \| – \| \| 24. Woche 1 Woche \| 1 \| Muse \| Drones \| – \| \| 25.–35. Woche 11 Wochen (insgesamt 19) \| 19 \| D.A.M.A. \| Uma Questão De Princípio \| – \| \| 36. Woche 1 Woche \| 1 \| Iron Maiden \| The Book of Souls \| – \| \| 37. Woche 1 Woche (insgesamt 19) \| 19 \| D.A.M.A. \| Uma Questão De Princípio \| – \| \| 38.–40. Woche 3 Wochen \| 3 \| David Gilmour \| Rattle That Lock \| – \| \| 41. Woche 1 Woche \| 1 \| Mariza \| Mundo \| – \| \| 42. Woche 1 Woche \| 1 \| David Fonseca \| Futuro Eu \| – \| \| 43.–45. Woche 3 Wochen \| 3 \| D.A.M.A. \| Dá-me Um Segundo \| – \| \| 46. Woche 1 Woche \| 1 \| One Direction \| Made in the A. M. \| – \| \| 47.–51. Woche 5 Wochen (insgesamt 7) \| 7 \| Adele \| 25 \| – \| \| 52. Woche 1 Woche (insgesamt 6) \| 6 \| David Carreira \| 3 \| – \| |                                        |                                        |                                                              | |
| ← 2014 |                                        |                                        |                                                              | → 2016 → |
| Zeitraum | Wo. ges.                               | Interpret                              | Titel                                                        | Zusätzliche Informationen |
| (Zeitraum, Wochen auf Platz eins, Interpret, Titel, zusätzliche Informationen) |                                        |                                        |                                                              | |
| 51. Woche 2014 – 5. Woche 2015 7 Wochen | 7                                      | Tony Carreira                          | Tony Carreira – Sempre                                       | – |
| 6.–7. Woche 2 Wochen | 2                                      | Diana Krall                            | Wallflower                                                   | – |
| 8. Woche 1 Woche | 1                                      | (Soundtrack)                           | Violetta En Concierto                                        | – |
| 9. Woche 1 Woche (insgesamt 19) | 19                                     | D.A.M.A.                               | Uma Questão De Princípio                                     | – |
| 10. Woche 1 Woche | 1                                      | Moonspell                              | Extinct                                                      | – |
| 11. Woche 1 Woche | 1                                      | Madonna                                | Rebel Heart                                                  | – |
| 12. Woche 1 Woche | 1                                      | Os Azeitonas                           | Serviço Ocasional - Os Azeitonas Ao Vivo No Coliseu Do Porto | Nach zwei Top-3-Alben schafft es die Band aus Porto mit dem dritten Album in knapp vier Jahren bis ganz nach vorne auf Platz 1.                                                                                         |
| 13. Woche 1 Woche | 1                                      | Diogo Piçarra                          | Espelho                                                      | Bereits 2012 hatte Piçarra die fünfte Staffel von Ídolos, der portugiesischen Ausgabe von Pop Idol, gewonnen. Sein Debütalbum erschien unmittelbar vor Start der sechsten Staffel, die drei Jahre auf sich warten ließ. |
| 14.–19. Woche 6 Wochen (insgesamt 19) | 19                                     | D.A.M.A.                               | Uma Questão De Princípio                                     | – |
| 19. Woche 1 Woche | 1                                      | Camané                                 | Infinito Presente                                            | – |
| 20.–21. Woche 2 Wochen | 2                                      | Roberto Carlos                         | Roberto Carlos em Las Vegas                                  | – |
| 22. Woche 1 Woche (insgesamt 19) | 19                                     | D.A.M.A.                               | Uma Questão De Princípio                                     | – |
| 23. Woche 1 Woche | 1                                      | (Soundtrack)                           | Violetta – En Gira                                           | – |
| 24. Woche 1 Woche | 1                                      | Muse                                   | Drones                                                       | – |
| 25.–35. Woche 11 Wochen (insgesamt 19) | 19                                     | D.A.M.A.                               | Uma Questão De Princípio                                     | – |
| 36. Woche 1 Woche | 1                                      | Iron Maiden                            | The Book of Souls                                            | – |
| 37. Woche 1 Woche (insgesamt 19) | 19                                     | D.A.M.A.                               | Uma Questão De Princípio                                     | – |
| 38.–40. Woche 3 Wochen | 3                                      | David Gilmour                          | Rattle That Lock                                             | – |
| 41. Woche 1 Woche | 1                                      | Mariza                                 | Mundo                                                        | – |
| 42. Woche 1 Woche | 1                                      | David Fonseca                          | Futuro Eu                                                    | – |
| 43.–45. Woche 3 Wochen | 3                                      | D.A.M.A.                               | Dá-me Um Segundo                                             | – |
| 46. Woche 1 Woche | 1                                      | One Direction                          | Made in the A. M.                                            | – |
| 47.–51. Woche 5 Wochen (insgesamt 7) | 7                                      | Adele                                  | 25                                                           | – |
| 52. Woche 1 Woche (insgesamt 6) | 6                                      | David Carreira                         | 3                                                            | – |